# Willem III van Joigny
Willem III van Joigny (circa 1230 - 28 september 1261) was van 1248 tot aan zijn dood graaf van Joigny. Hij behoorde tot het huis Joigny.

## Levensloop
Willem III was de oudste zoon van graaf Willem II van Joigny uit diens huwelijk met Isabella van Noyers, dochter van heer Milon IV van Noyers. Rond 1248 volgde hij zijn vader op als graaf van Joigny.
Vanaf 1248 nam hij deel aan de Zevende Kruistocht onder leiding van koning Lodewijk IX van Frankrijk. De kruistocht vond plaats in Egypte, maar was geen succes. Vermoedelijk werd ook hij in mei 1250 na de nederlaag in de Slag bij Fariskur gevangengenomen door de moslims. In 1250 of 1251 zou Willem III de toelating hebben gekregen om terug naar zijn landerijen te mogen, waarschijnlijk wegens ziekte.
Volgens kroniekschrijver Jan van Joinville werd rond 1254 een vertegenwoordiger van de Franse koning beschuldigd van misdaden die hij in het graafschap Joigny had begaan. Hoewel de man ontkende, liet Willem III hem opsluiten. De vertegenwoordiger stierf in de gevangenis. Vervolgens moest Willem op audiëntie bij Lodewijk IX, aan wie hij de zaak toegaf. Willem werd nadien gevangengezet in Parijs, maar kreeg al snel genade en werd vrijgelaten. 
Als graaf van Joigny probeerde Willem III de akkoorden in te trekken die zijn vader met de bevolking had gesloten. Ook aarzelde hij niet om zichzelf kerkelijke goederen toe te eigenen.
Willem III overleed in het jaar 1261 en werd bijgezet in de Abdij van Écharlis in Villefranche.

## Huwelijken en nakomelingen
Rond 1248 huwde hij met Agnes (overleden voor 1257), dochter van heer Simon I van Châteauvillain. Uit hun huwelijk zijn vier kinderen bekend:
- Jan I (1250-1283), graaf van Joigny
- Isabella, jong gestorven
- Johanna, huwde met Willem van Antigny, heer van Sainte-Croix
- Agnes, jong gestorven

Na de dood van Agnes hertrouwde Willem III van Joigny op 8 november 1257 met Isabella, dochter van Willem van Mello. Isabella zou later hertrouwen met Humbert van Beaujeu, heer van Montpensier. Ze kregen minstens een kind:
- Willem, heer van Saint-Maurice